# .bu
.bu (от англ. Burma) — национальный домен верхнего уровня, зарезервированный для Бирмы. В настоящее время не используется и имеет статус удалённого в связи с тем, что страна с 1989 года называется Мьянмой. Ни одной регистрации в этом домене так и не было произведено. В 1997 году Мьянме был предоставлен другой домен — .mm.